# Franziska Möllinger

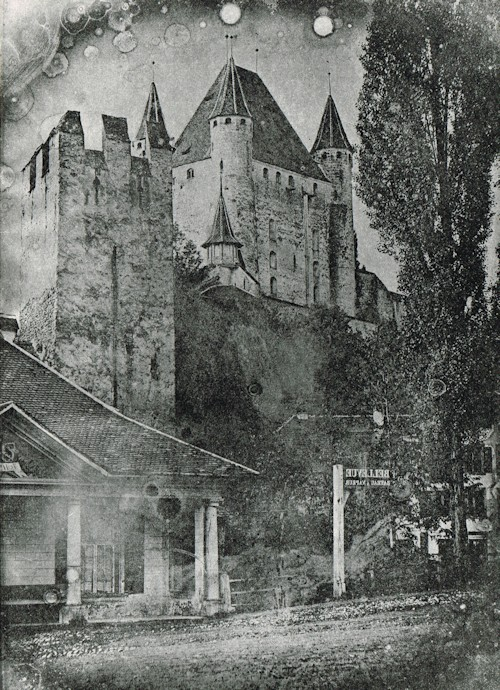
Château de Thoune (vers 1844), le seul daguerréotype original de Franziska Möllinger.

Louise Franziska Möllinger (15 mars 1817–26 février 1880) est une pionnière de la photographie suisse d'origine allemande qui travaille avec des daguerréotypes au début des années 1840. On pense qu'elle est la première femme photographe en Suisse.
Franziska Möllinger est également la première en Suisse à utiliser la lithographie comme moyen de publier plusieurs copies de ses paysages dès 1844.

## Biographie
Née le 15 mars 1817 à Speyer, en Allemagne, Louise Franziska Möllinger est le deuxième enfant de l'horloger David Möllinger et de son épouse Rosina née Flicht. À la mort de David en 1834, la famille déménage en Suisse.
Tout au long de sa vie, Möllinger reste très proche de son frère aîné Otto (1814-1886) qui a étudié les mathématiques et la physique. À partir de 1842, Franziska Möllinger voyage en Suisse, prenant des photographies en daguerréotype de sites et de paysages. Le procédé de daguerréotype avait été commercialisé à partir de 1839 et avait été démontré cette année-là en Suisse,.
Franziska Möllinger devient la première femme à pratiquer la photographie en Suisse et l'une des premières à produire des daguerréotypes,.
En 1868, elle s'installe à Zurich avec son frère où ils ouvrent une école privée. Cela a été suivi par une institution similaire à Fluntern. Après une maladie prolongée, probablement à la suite d'un empoisonnement au mercure dû à son traitement photographique, Franziska Möllinger meurt de complications pulmonaires à Zurich le 26 février 1880,.

## Œuvre

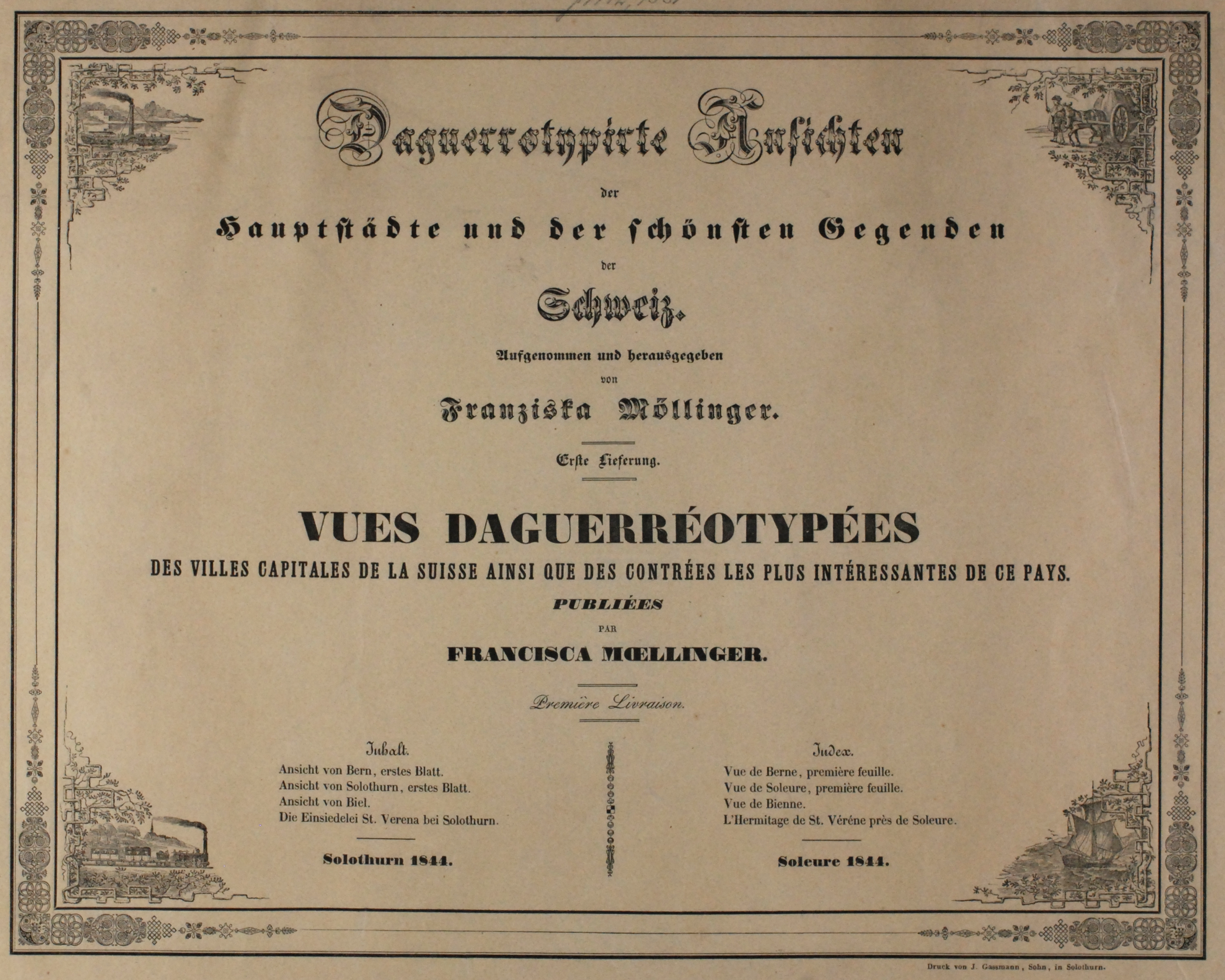
Frontispice de la collection 1844 de Mönninger de 16 lithographies de scènes rurales et urbaines suisses.

Afin de dupliquer ses daguerréotypes qui ne pouvaient être réimprimés, elle transférait ses images en lithographies ; elle est la première en Suisse à utiliser cette technique comme moyen de publier plusieurs copies de ses paysages dès 1844,.
Puisqu’elle voyageait beaucoup, il a été suggéré que, comme son homologue suisse Johann Baptist Isenring, elle utilisait une caravane dans laquelle elle pouvait traiter ses daguerréotypes dans une chambre noire.
Une publicité parue dans Solothurner Blatt (no 28, le 8 avril 1843) annonça que Franziska Möllinger était également disponible pour prendre des photos de portraits individuels et familiaux.
En 1844, Möllinger publie les quatre premières lithographies issues de ses daguerréotypes. Elle les avait développées dans son atelier de Soleure. La même année, elle publie le premier recueil en allemand de lithographies basées sur des daguerréotypes intitulé Daguerreotypirte Ansichten der Hauptstädte und der schönsten Gegenden der Schweiz - Vues daguerréotypées des villes capitales de la Suisse ainsi que des contrées les plus intéressantes de ce pays.

## Galerie des lithographies de Franziska Möllinger
Voici une sélection des lithographies publiées par Franziska Möllinger en 1844 à partir de ses daguerréotypes :

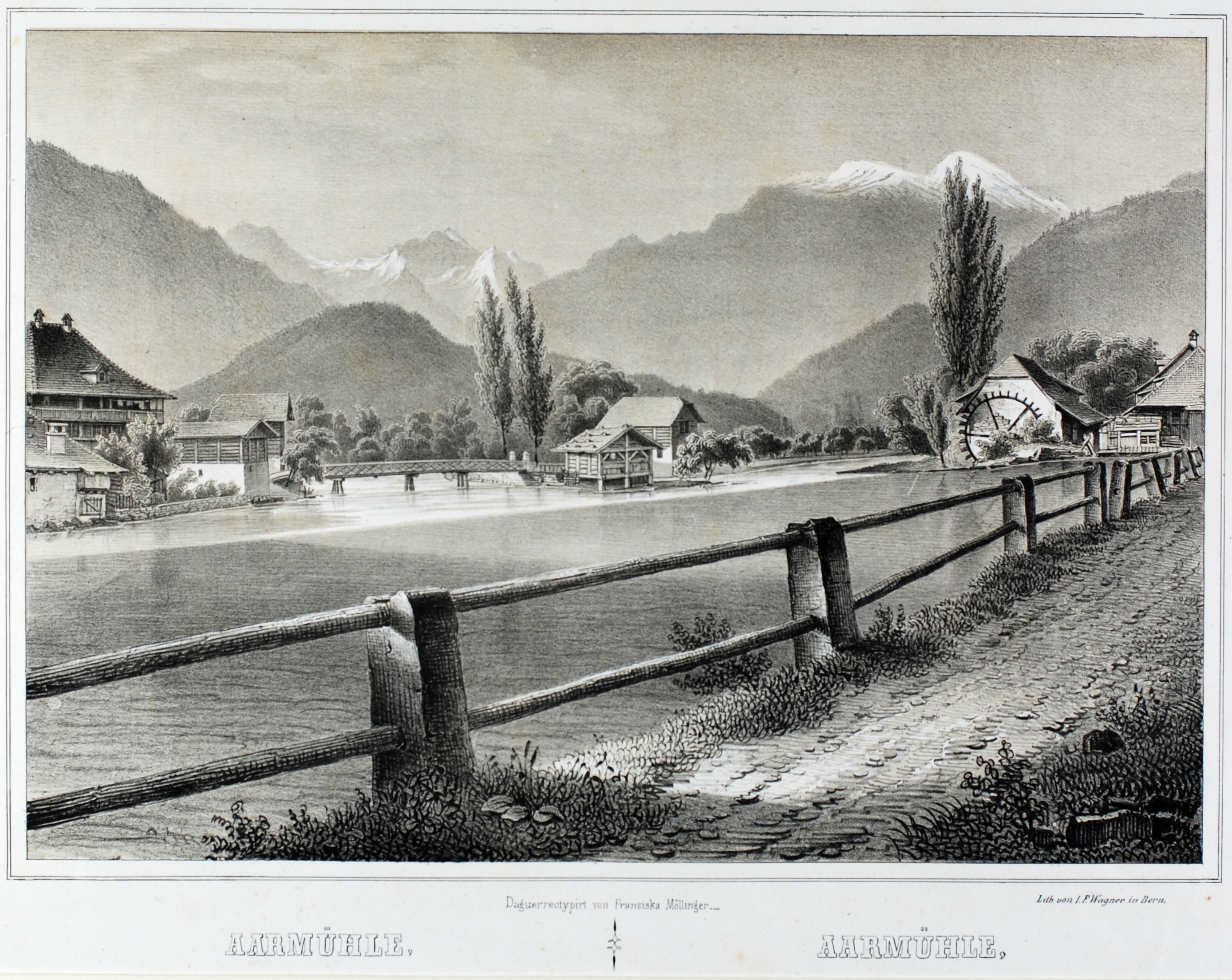
Aarmühle
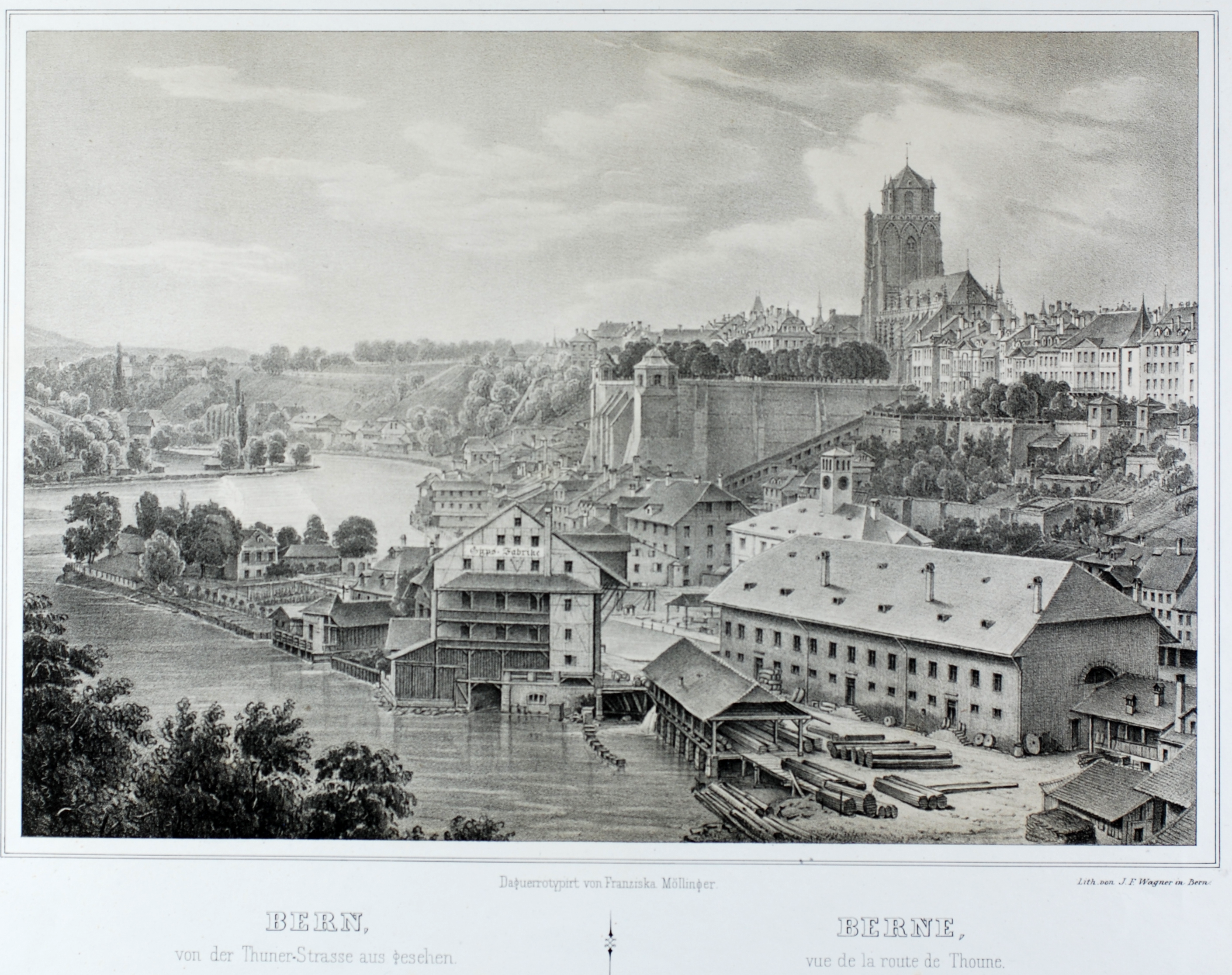
Berne
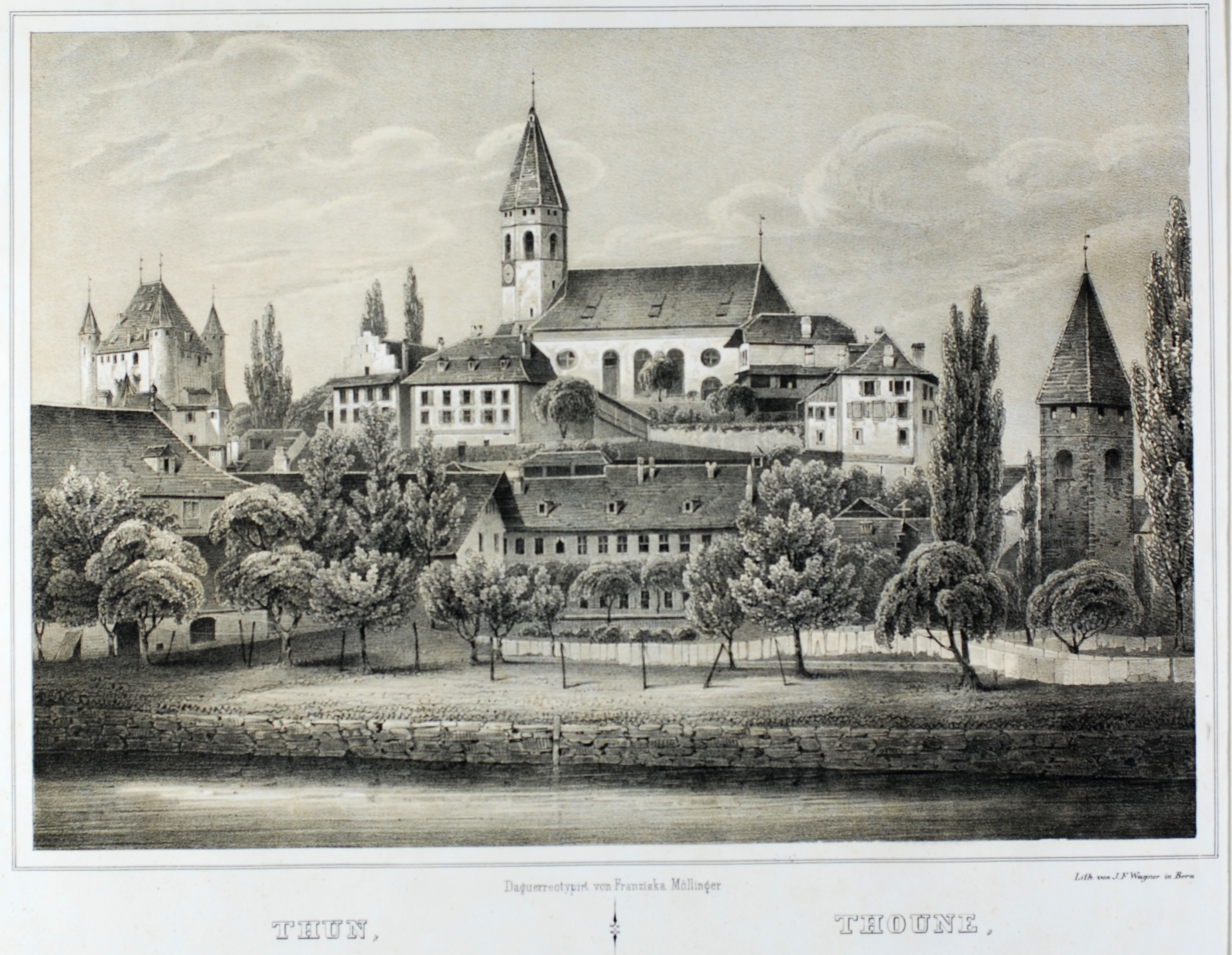
Faulhorn
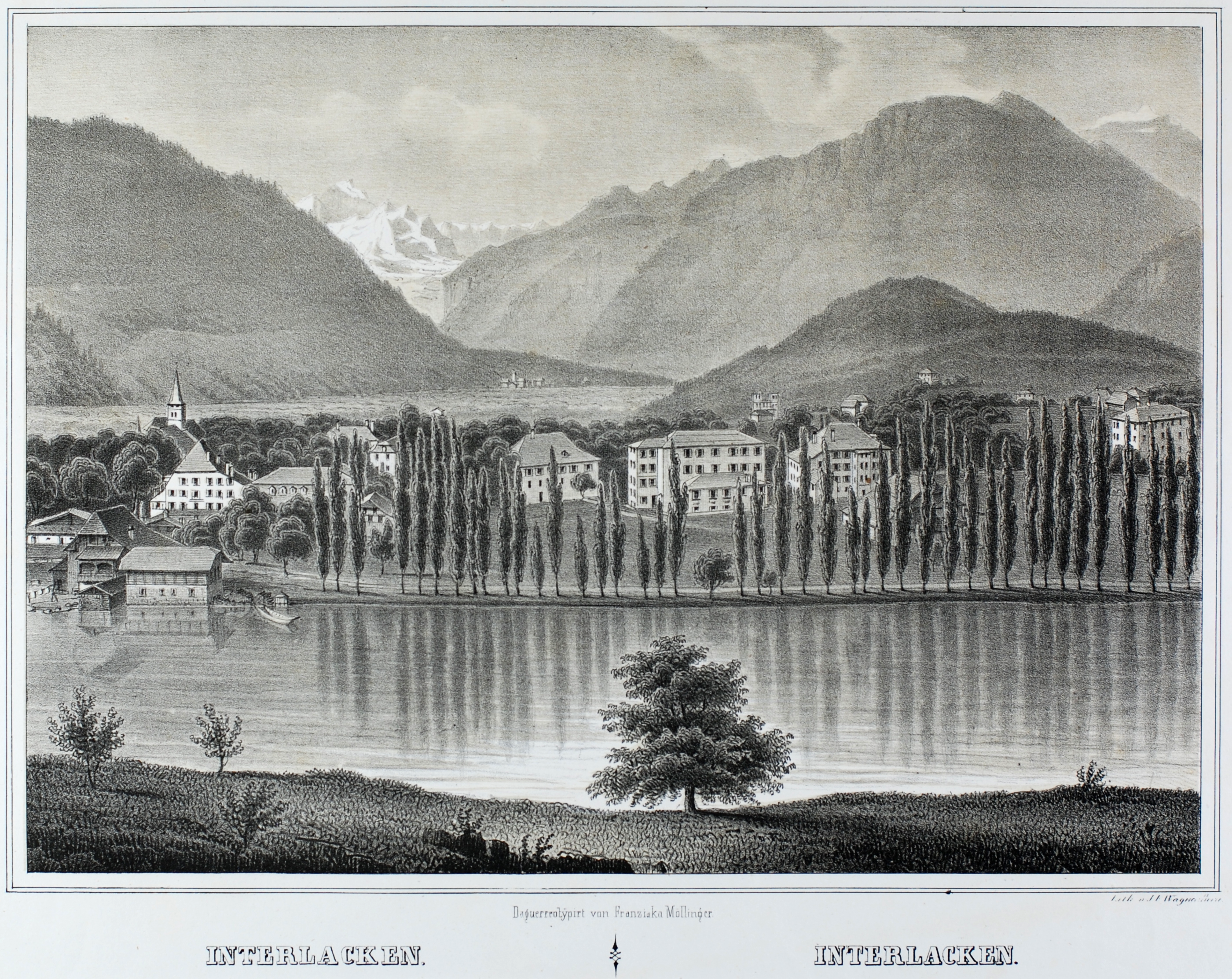
Interlaken
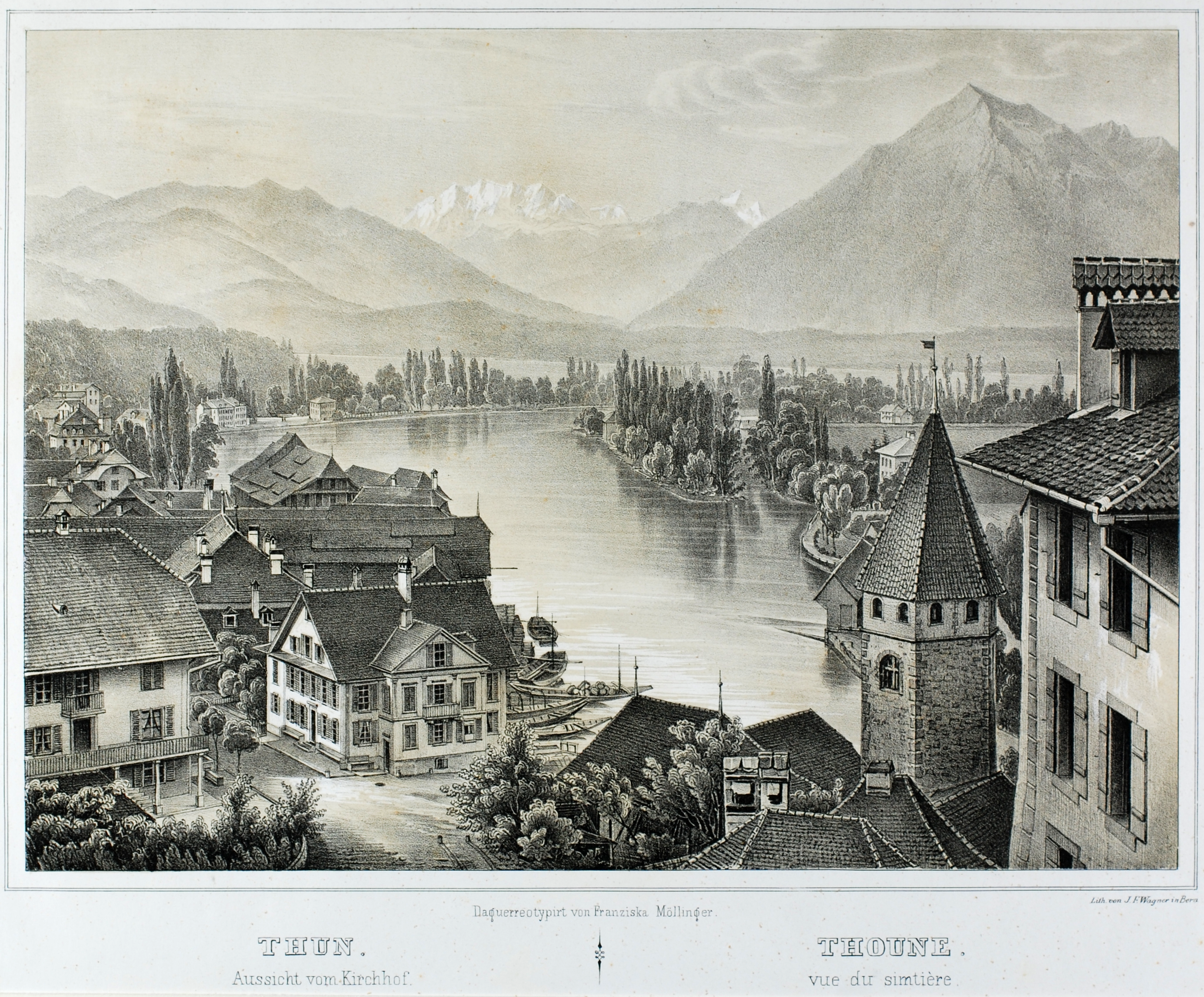
Thoune
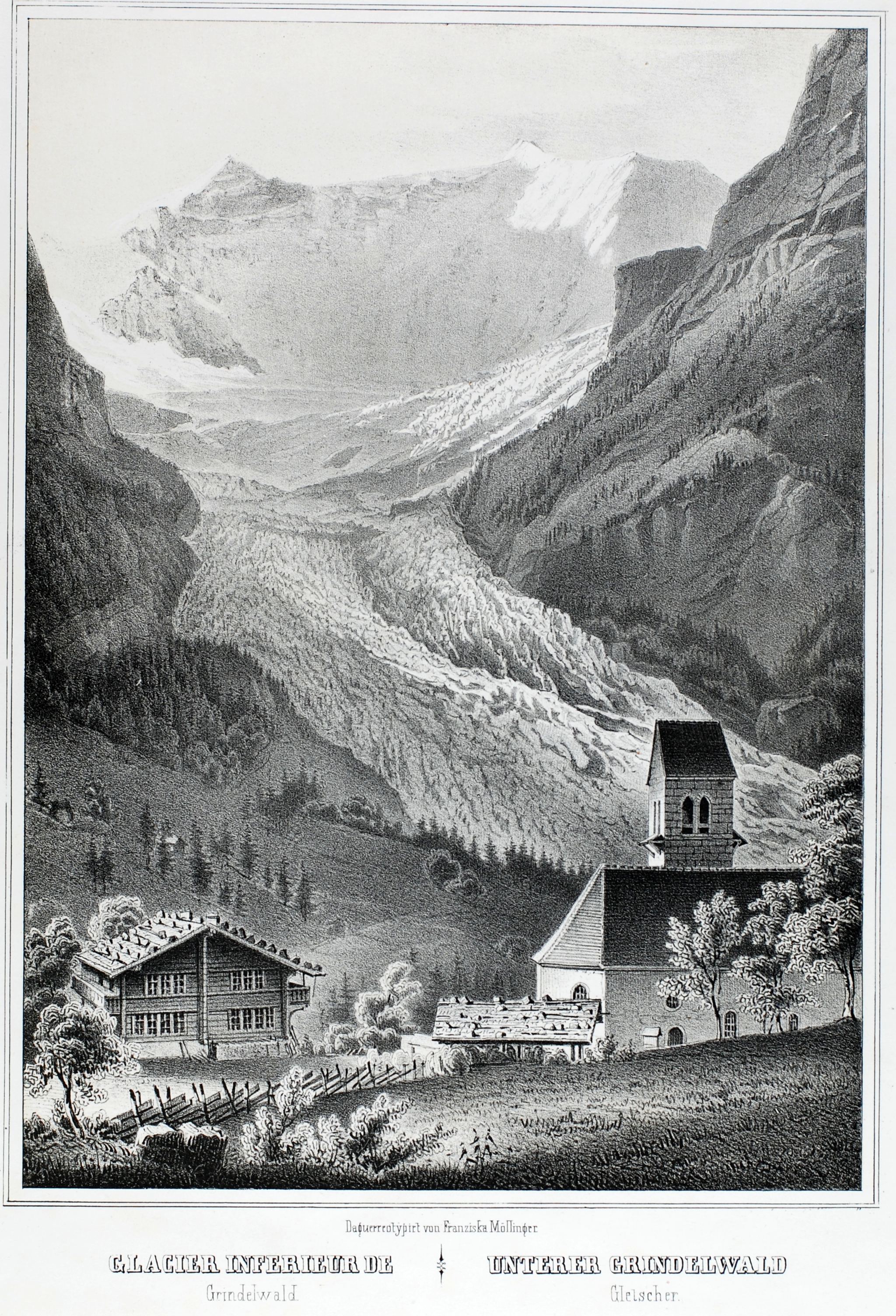
Le glacier de Grindelwald
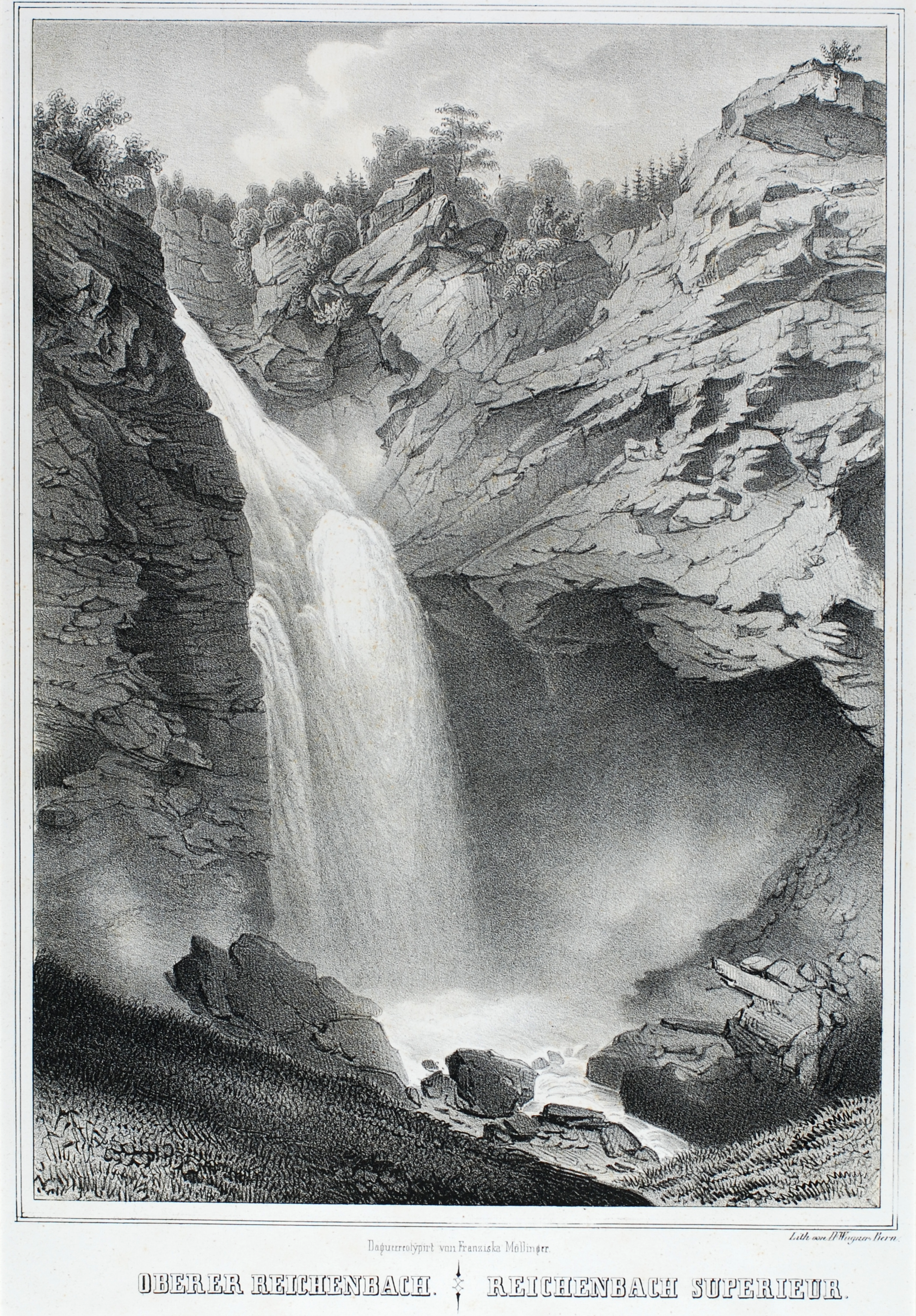
Oberer Reichenbach
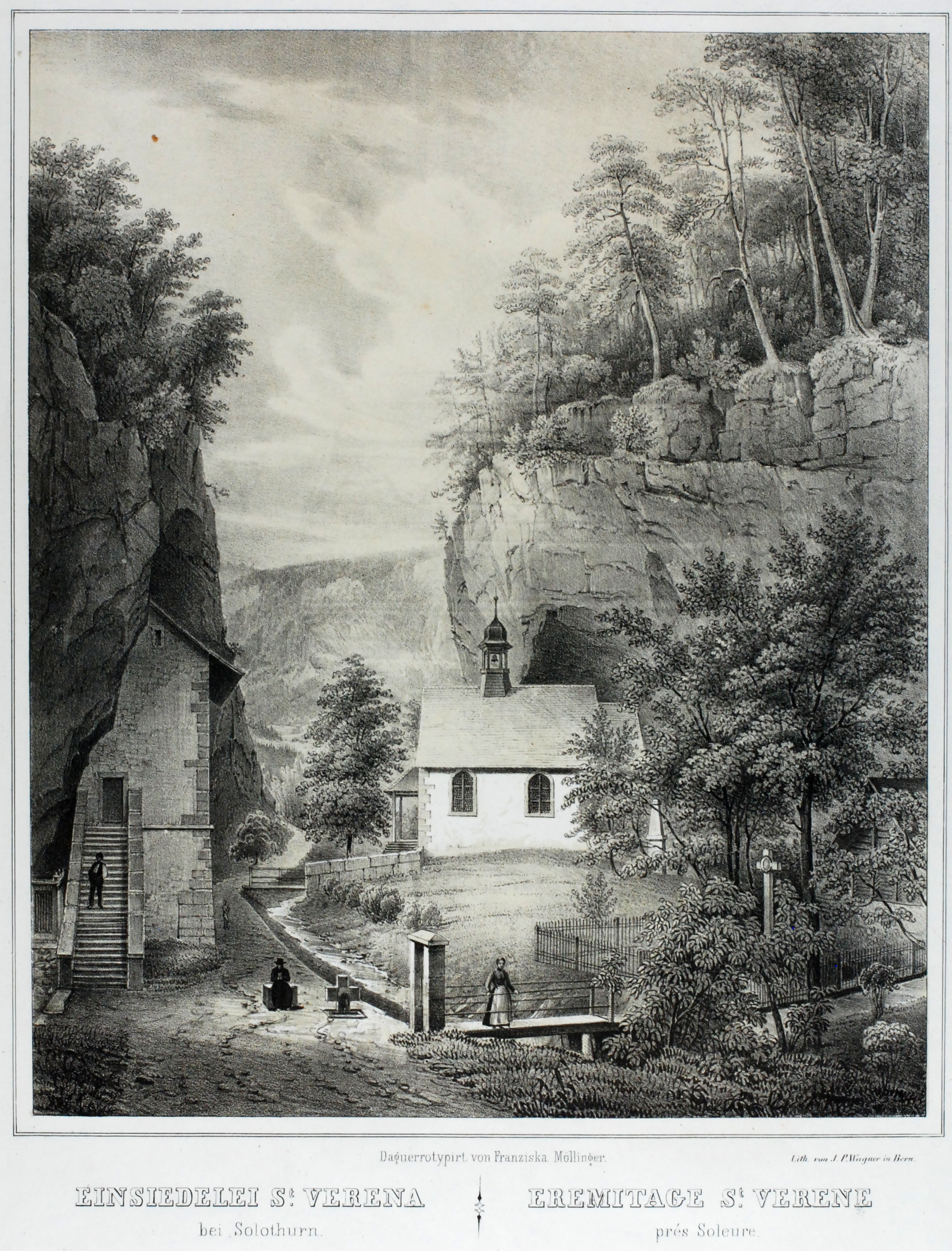
Verena Schlucht
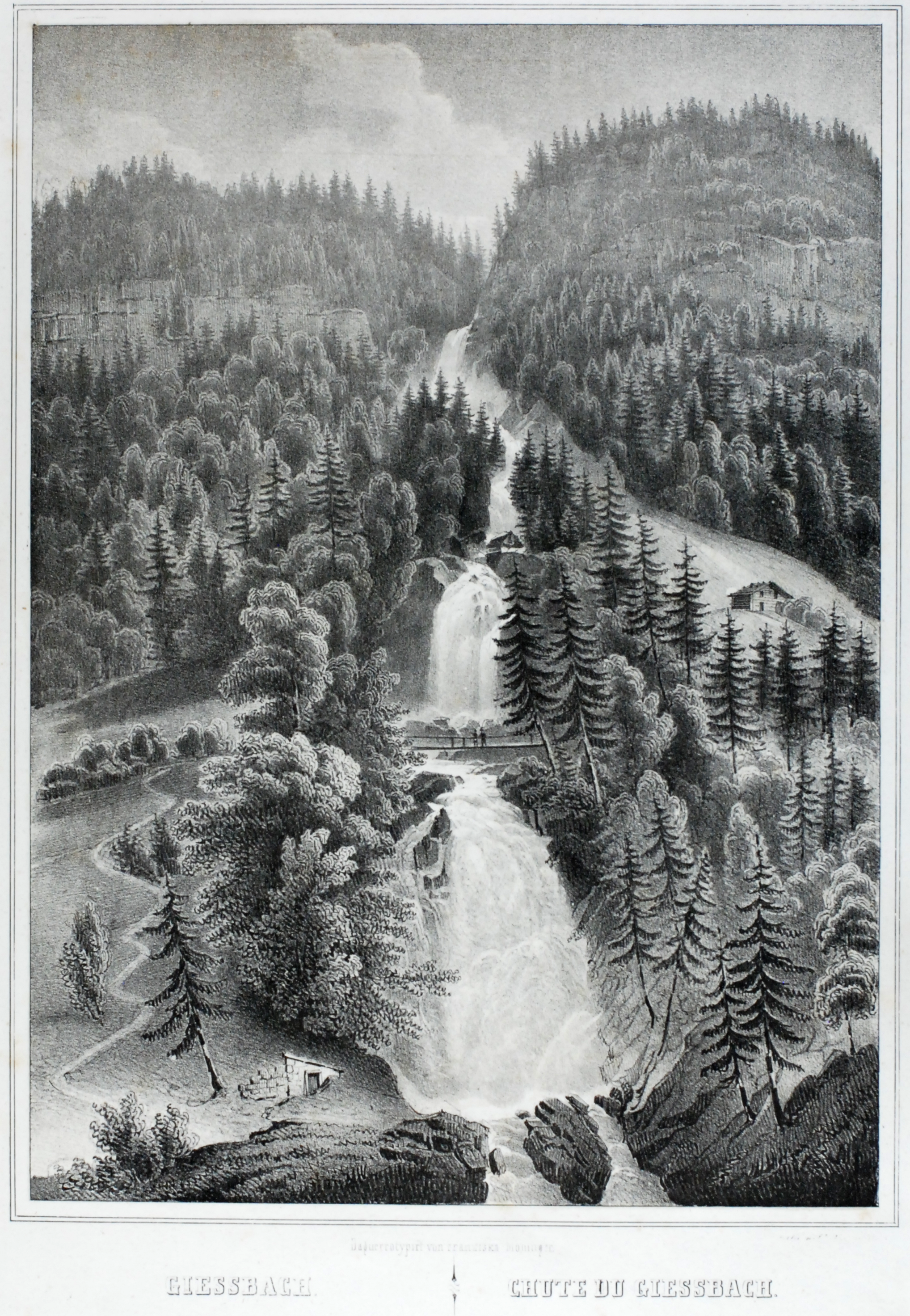
Giessbach